# Néositte variée
Daphoenositta chrysoptera
Espèce
Synonymes
- Sitta chrysoptera Latham, 1801 (protonyme)
- Neositta chrysoptera (Latham, 1801)

Statut de conservation UICN

 LC  : Préoccupation mineure
La Néositte variée (Daphoenositta chrysoptera) est une espèce d'oiseaux de la famille des Neosittidae, endémique d'Australie.

## Répartition et sous-espèces
Selon la classification de référence du Congrès ornithologique international (15.1, 2025) :
- D. c. leucoptera (Gould, 1840) — nord de l'Australie ;
- D. c. striata (Gould, 1869) — péninsule du cap York ;
- D. c. leucocephala (Gould, 1838) — Queelsland ;
- D. c. chrysoptera (Latham, 1801) — est de l'Australie ;
- D. c. pileata (Gould, 1838) — de North West Cape à travers le sud de l'Australie.

## Galerie

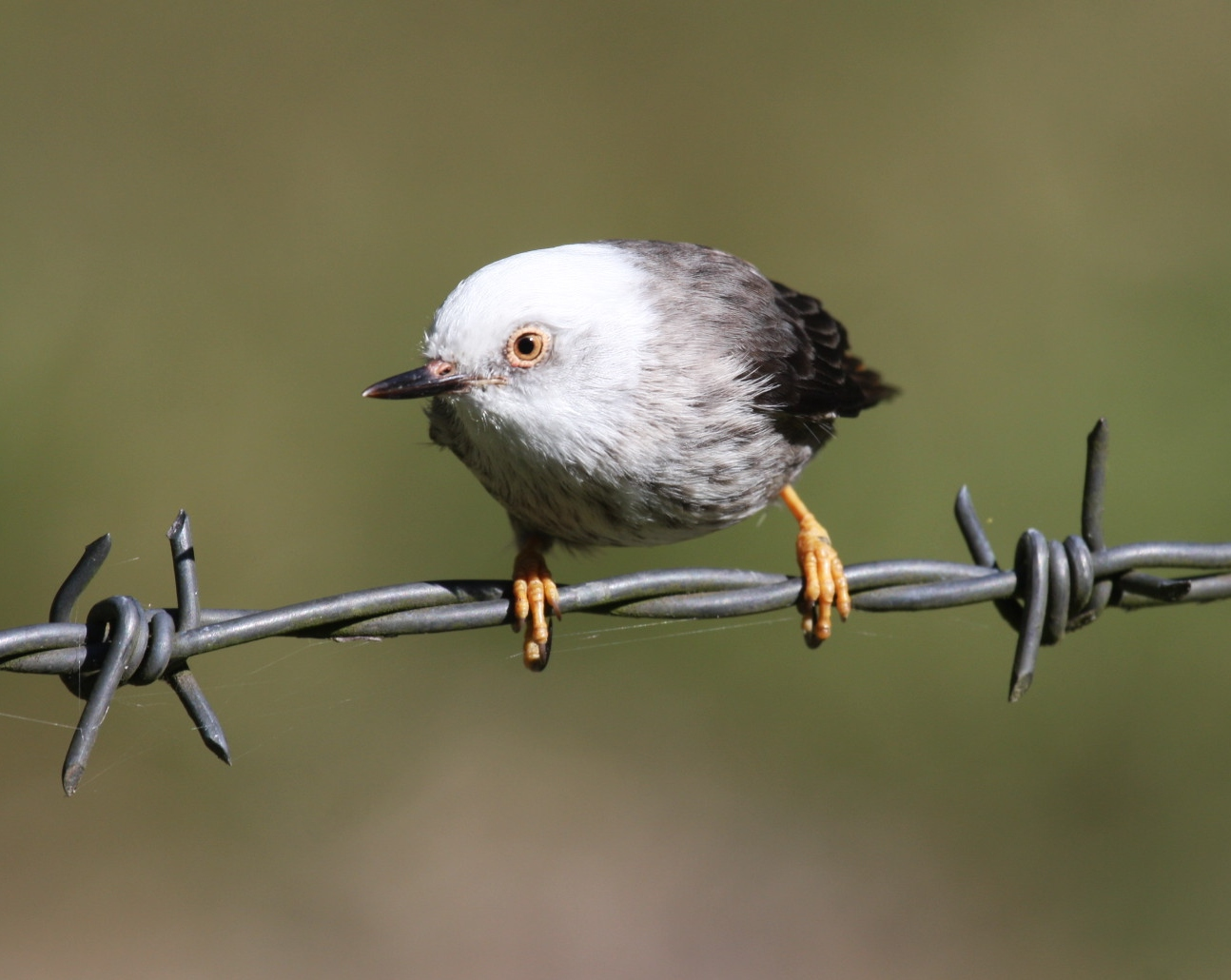
D. c. leucocephala
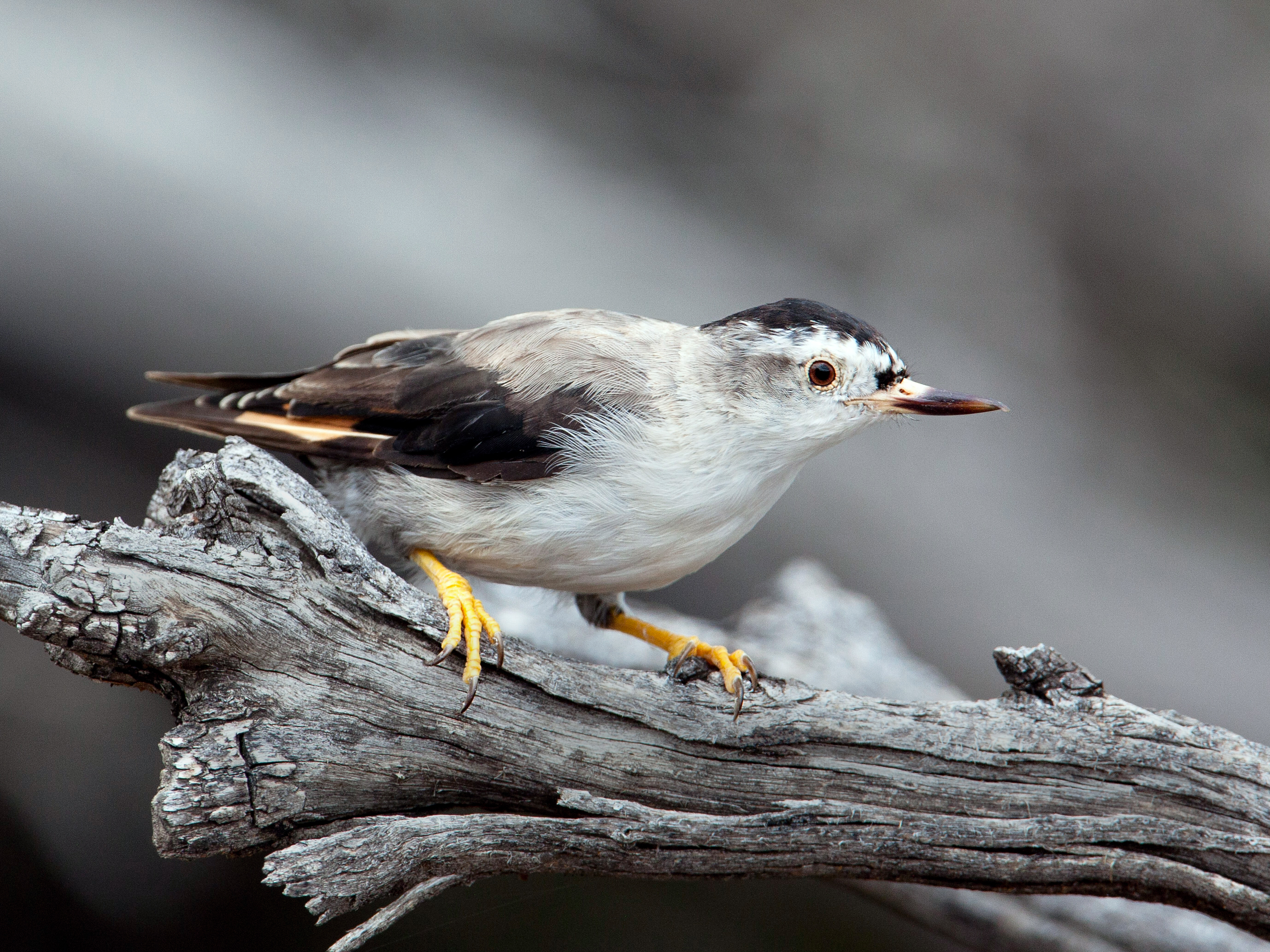
D. c. pileata